# Zimbabwe na Letnich Igrzyskach Olimpijskich Młodzieży 2010
Zimbabwe na Letnich Igrzyskach Olimpijskich Młodzieży 2010 w Singapurze reprezentowało 27 sportowców w 5 dyscyplinach.

## Skład kadry

### Jeździectwo
- Yara Hanssen

### Kolarstwo
- Nyasha Lungu
- Shaylene Brown
- Tyron Mackie
- Jonathan Lawrence Thackray

### Lekkoatletyka
Chłopcy:
- Tinashe Samuel Mutanga - bieg na 100 m - 6 miejsce w finale

Dziewczęta:
- Sithulisiwe Zhou - bieg na 3000 m - 7 miejsce w finale

### Piłka nożna
Drużyna chłopców: 6 miejsce
- Fungai Benard
- Keith Murera
- Tapiwa Chikaka
- Stanford Chavingira
- Albert Kusemwa
- Prince Gambe
- Devyn Hencil
- Ben Chikanda
- Mncedisi Gumede
- Edward Mwanza
- Albert Matova
- Ackim Mpofu
- Fortune Sibanda
- Lucky Ndlela
- Pritchard Sibanda
- Davison Chipfupi
- Liberty Ngorima
- Stanley Dube

### Triathlon
- Boyd Littleford
- Andrea Brown